# Naučná stezka Kol kolem Olomouce
Naučná stezka Kol kolem Olomouce, psáno také Naučná stezka Kol-kolem Olomouce, je naučná stezka a také cyklostezka v částech Klášterní Hradisko, Černovír, Hejčín, Lazce, Řepčín a Chomoutov města Olomouc a v obci Horka nad Moravou v okrese Olomouc. Geograficky se nachází na Hané v geomorfologickém celku Hornomoravský úval v Olomouckém kraji a částečně také v chráněné krajinné oblasti Litovelské Pomoraví.

## Historie a popis
Naučná stezka Kol kolem Olomouce, která má délku cca 9,5 km, byla postavena v roce 2012. Stezka začíná v Klášterním Hradisku a vede podél Moravy a pak k Mlýnskému potoku a přes přírodní památku Plané loučky, jezero Poděbrady až do Chomoutova. Trasa, která je zaměřena na místní historii, přírodu a kulturu, je vhodná pro pěší i pro cyklisty a je značena značkami naučné stezky. Zřizovatelm stezky je SAGITTARIA - Sdružení pro ochranu přírody střední Moravy.

### Zastavení na trase
Na trase je 11 zastávení s informačními tabulemi:
- 1. Vstupní tabule - Trasa NS, historie města Olomouce a kláštera Hradisko
- 2. Černovírské slatiniště, záplavy
- 3. Kulturní krajina, biocentra, biokoridory, pískovny
- 4. Přírodní rezervace Plané loučky
- 5. Louky
- 6. Rákosiny
- 7. Tůně
- 8. Vrbiny a olšiny
- 9. Řeka Morava a její ramena
- 10. Historie Chomoutova
- 11. PR Chomoutovské jezero a jeho obyvatelé

## Další informace
Stezka je celoročně volně přístupná a navazuje na další turistické trasy a cyklotrasy, např. Moravská stezka, naučná stezka Litovelské luhy, naučná stezka Kolem jezera Poděbrady, naučná stezka Na křídlech ptáků aj.

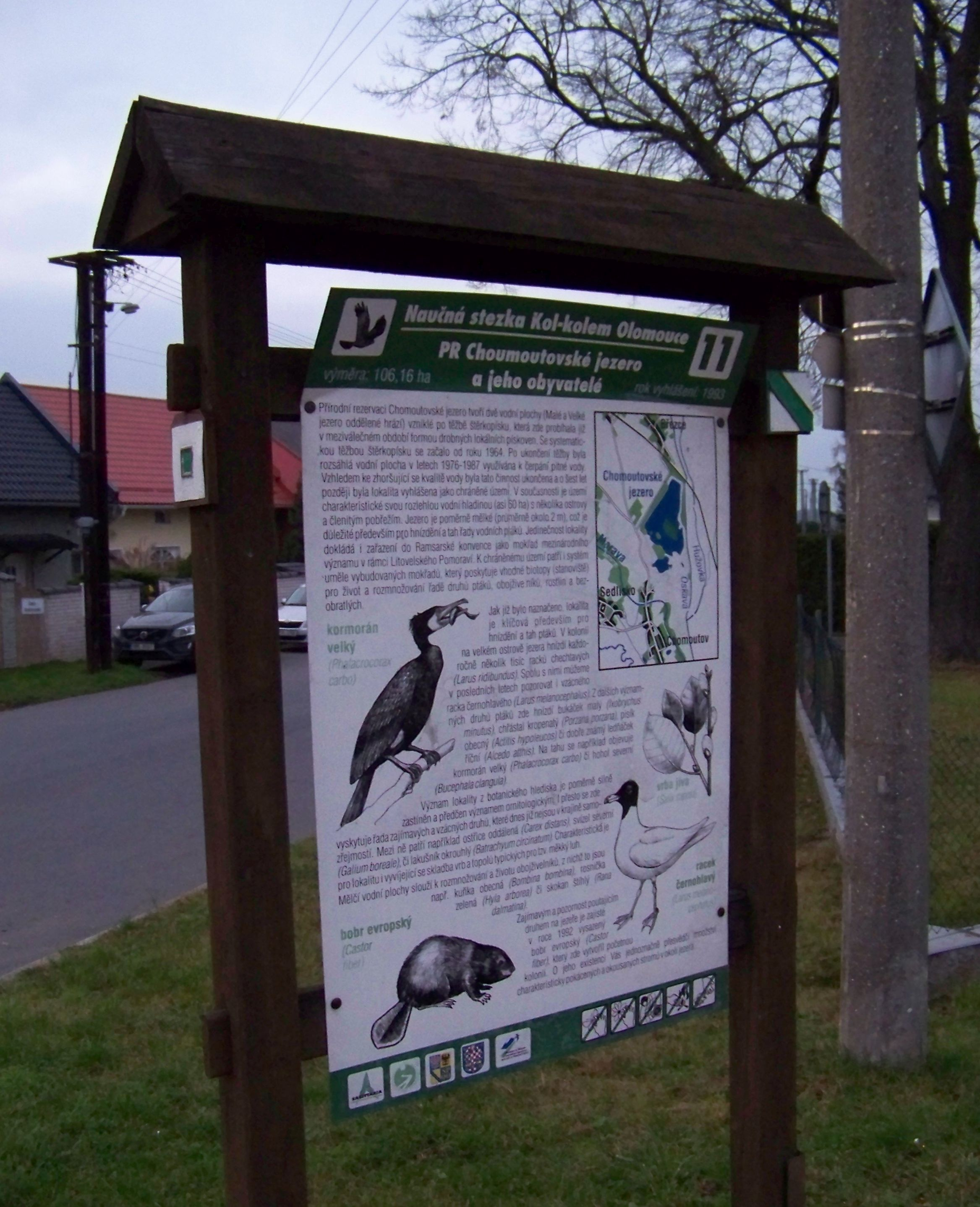
11. zastavení na naučné stezce